# Lista zawodników z 1000 występów w NHL

## Klucz
Lista ta jest aktualizowana na koniec sezonu.
Uwaga: istnieją dwie różne franczyzy w NHL niosące nazwę Winnipeg Jets: ta, która grała w latach 1979-96 a teraz występuje pod nazwą Arizona Coyotes, oraz obecnie występująca od 2011 roku, wcześniej pod nazwą Atlanta Thrashers. Gracze pierwszej franczyzy są oznaczeni jako Winnipeg (original).
| Kolor/symbol | Opis                                        |
| ------------ | ------------------------------------------- |
| dagger       | Zawodnik wprowadzony do Hockey Hall of Fame |
| Up-arrow     | Obecnie aktywny gracz w NHL                 |
| Hash-tag     | Aktywny gracz poza NHL                      |

| Termin        | Definicja                                      |
| ------------- | ---------------------------------------------- |
| Pozycja       | Ogólna pozycja zawodnika na liście             |
| Gracz         | Imię i nazwisko zawodnika                      |
| Zespół/-oły   | Drużyna NHL, w której występował/-uje zawodnik |
| Sezony        | Liczba rozegranych sezonów                     |
| Mecze         | Łączna ilość występów w sezonie zasadniczym    |
| Przypis       | Przypisy                                       |
| Wytłuszczenie | Obecna drużyna aktywnego zawodnika             |

## 1500 lub więcej występów
| Pozycja | Gracz            | Zespół/-oły                                                                                      | Sezony | Mecze | Przypis |
| ------- | ---------------- | ------------------------------------------------------------------------------------------------ | ------ | ----- | ------- |
| 1       | Gordie Howe      | Detroit, Hartford                                                                                | 26     | 1767  | [ 1 ]   |
| 2       | Mark Messier     | Edmonton, N.Y. Rangers, Vancouver                                                                | 25     | 1756  | [ 2 ]   |
| 3       | Jaromír Jágr     | Pittsburgh, Washington, N.Y. Rangers, Philadelphia, Dallas, Boston, New Jersey, Florida, Calgary | 24     | 1733  | [ 3 ]   |
| 4       | Ron Francis      | Hartford, Pittsburgh, Carolina, Toronto                                                          | 23     | 1731  | [ 4 ]   |
| 5       | Mark Recchi      | Pittsburgh, Philadelphia, Montreal, Carolina, Atlanta Thrashers, Tampa Bay, Boston               | 22     | 1652  | [ 5 ]   |
| 6       | Chris Chelios    | Montreal, Chicago, Detroit, Atlanta Thrashers                                                    | 26     | 1651  | [ 6 ]   |
| 7       | Dave Andreychuk  | Buffalo, Toronto, New Jersey, Boston, Colorado Avalanche, Tampa Bay                              | 23     | 1639  | [ 7 ]   |
| 8       | Scott Stevens    | Washington, St. Louis, New Jersey                                                                | 22     | 1635  | [ 8 ]   |
| 9       | Larry Murphy     | Los Angeles, Washington, Minnesota North Stars, Pittsburgh, Toronto, Detroit                     | 21     | 1615  | [ 9 ]   |
| 10      | Ray Bourque      | Boston, Colorado Avalanche                                                                       | 22     | 1612  | [ 10 ]  |
| 11      | Patrick Marleau  | San Jose, Toronto                                                                                | 20     | 1575  | [ 11 ]  |
| 12      | Nicklas Lidström | Detroit                                                                                          | 20     | 1564  | [ 12 ]  |
| 13      | Jarome Iginla    | Calgary, Pittsburgh, Boston, Colorado Avalanche, Los Angeles                                     | 20     | 1554  | [ 13 ]  |
| 14      | Alex Delvecchio  | Detroit                                                                                          | 24     | 1549  | [ 14 ]  |
| T-15    | Johnny Bucyk     | Detroit, Boston                                                                                  | 23     | 1540  | [ 15 ]  |
| T-15    | Shane Doan       | Winnipeg (original)/Phoenix/Arizona                                                              | 21     | 1540  | [ 16 ]  |
| 17      | Brendan Shanahan | New Jersey, St. Louis, Hartford, Detroit, N.Y. Rangers                                           | 21     | 1524  | [ 17 ]  |
| 18      | Steve Yzerman    | Detroit                                                                                          | 22     | 1514  | [ 18 ]  |

## 1250–1499 występów
| Pozycja | Gracz              | Zespół/-oły | Sezony | Mecze | Przypis |
| ------- | ------------------ | --- | ------ | ----- | ------- |
| 19      | Mike Modano        | Minnesota North Stars/Dallas, Detroit                                                                                 | 21     | 1499  | [ 19 ]  |
| 20      | Phil Housley       | Buffalo, Winnipeg (original), St. Louis, Calgary, New Jersey, Washington, Chicago, Toronto                            | 21     | 1495  | [ 20 ]  |
| 21      | Joe Thornton       | Boston, San Jose | 20     | 1493  | [ 21 ]  |
| 22      | Wayne Gretzky      | Edmonton, Los Angeles, St. Louis, N.Y. Rangers                                                                        | 20     | 1487  | [ 22 ]  |
| 23      | Rod Brind’Amour    | St. Louis, Philadelphia, Carolina                                                                                     | 21     | 1484  | [ 23 ]  |
| 24      | Doug Gilmour       | St. Louis, Calgary, Toronto, New Jersey, Chicago, Buffalo, Montreal                                                   | 20     | 1474  | [ 24 ]  |
| 25      | Glen Wesley        | Boston, Hartford, Toronto, Carolina                                                                                   | 20     | 1457  | [ 25 ]  |
| 26      | Teemu Selänne      | Winnipeg (original), Anaheim, San Jose, Colorado Avalanche                                                            | 21     | 1451  | [ 26 ]  |
| 27      | Tim Horton         | Toronto, N.Y. Rangers, Pittsburgh, Buffalo                                                                            | 24     | 1446  | [ 27 ]  |
| 28      | Matt Cullen        | Anaheim, Florida, Carolina, N.Y. Rangers, Ottawa, Minnesota Wild, Nashville, Pittsburgh                               | 20     | 1445  | [ 28 ]  |
| 29      | Mike Gartner       | Washington, Minnesota North Stars, N.Y. Rangers, Toronto, Phoenix                                                     | 19     | 1432  | [ 29 ]  |
| T-30    | Luc Robitaille     | Los Angeles, Pittsburgh, N.Y. Rangers, Detroit                                                                        | 19     | 1431  | [ 30 ]  |
| T-30    | Scott Mellanby     | Philadelphia, Edmonton, Florida, St. Louis, Atlanta Thrashers                                                         | 20     | 1431  | [ 31 ]  |
| 32      | Pat Verbeek        | New Jersey, Hartford, N.Y. Rangers, Dallas, Detroit                                                                   | 20     | 1424  | [ 32 ]  |
| 33      | Zdeno Chára        | N.Y. Islanders, Ottawa, Boston                                                                                        | 20     | 1423  | [ 33 ]  |
| 34      | Luke Richardson    | Toronto, Edmonton, Philadelphia, Columbus, Tampa Bay, Ottawa                                                          | 21     | 1417  | [ 34 ]  |
| 35      | Al MacInnis        | Calgary, St. Louis | 23     | 1416  | [ 35 ]  |
| 36      | Harry Howell       | N.Y. Rangers, California/Oakland, Los Angeles                                                                         | 21     | 1411  | [ 36 ]  |
| 37      | Norm Ullman        | Detroit, Toronto | 20     | 1410  | [ 37 ]  |
| 38      | Paul Coffey        | Edmonton, Pittsburgh, Los Angeles, Detroit, Hartford, Philadelphia, Chicago, Carolina, Boston                         | 21     | 1409  | [ 38 ]  |
| 39      | Dale Hunter        | Quebec, Washington, Colorado Avalanche                                                                                | 19     | 1407  | [ 39 ]  |
| 40      | Roman Hamrlík      | Tampa Bay, Edmonton, N.Y. Islanders, Calgary, Montreal, Washington, N.Y. Rangers                                      | 20     | 1395  | [ 40 ]  |
| 41      | Stan Mikita        | Chicago | 22     | 1394  | [ 41 ]  |
| 42      | Doug Mohns         | Boston, Chicago, Minnesota North Stars, Atlanta Flames, Washington                                                    | 22     | 1390  | [ 42 ]  |
| 43      | Larry Robinson     | Montreal, Los Angeles                                                                                                 | 20     | 1384  | [ 43 ]  |
| 44      | Trevor Linden      | Vancouver, N.Y. Islanders, Montreal, Washington                                                                       | 19     | 1382  | [ 44 ]  |
| T-45    | Joe Sakic          | Quebec/Colorado Avalanche                                                                                             | 20     | 1378  | [ 45 ]  |
| T-45    | Dean Prentice      | N.Y. Rangers, Boston, Detroit, Pittsburgh, Minnesota North Stars                                                      | 22     | 1378  | [ 46 ]  |
| T-45    | Vincent Damphousse | Toronto, Edmonton, Montreal, San Jose                                                                                 | 18     | 1378  | [ 47 ]  |
| 48      | Teppo Numminen     | Winnipeg (original)/Phoenix, Dallas, Buffalo                                                                          | 20     | 1372  | [ 48 ]  |
| 49      | Jeremy Roenick     | Chicago, Phoenix, Philadelphia, Los Angeles, San Jose                                                                 | 20     | 1363  | [ 49 ]  |
| 50      | Ron Stewart        | Toronto, Boston, St. Louis, N.Y. Rangers, Vancouver, N.Y. Islanders                                                   | 21     | 1353  | [ 50 ]  |
| 51      | Kirk Muller        | New Jersey, Montreal, N.Y. Islanders, Toronto, Florida, Dallas                                                        | 19     | 1349  | [ 51 ]  |
| 52      | Marcel Dionne      | Detroit, Los Angeles, N.Y. Rangers                                                                                    | 18     | 1348  | [ 52 ]  |
| 53      | Mats Sundin        | Quebec, Toronto, Vancouver                                                                                            | 18     | 1346  | [ 53 ]  |
| 54      | Adam Oates         | Detroit, St. Louis, Boston, Washington, Philadelphia, Anaheim, Edmonton                                               | 19     | 1337  | [ 54 ]  |
| T-55    | Ray Whitney        | San Jose, Edmonton, Florida, Columbus, Detroit, Carolina, Phoenix, Dallas                                             | 22     | 1330  | [ 55 ]  |
| T-55    | Henrik Sedin       | Vancouver | 17     | 1330  | [ 56 ]  |
| 57      | Guy Carbonneau     | Montreal, St. Louis, Dallas                                                                                           | 19     | 1318  | [ 57 ]  |
| T-58    | Red Kelly          | Detroit, Toronto | 20     | 1316  | [ 58 ]  |
| T-58    | Aleksiej Kowalow   | N.Y. Rangers, Pittsburgh, Montreal, Ottawa, Florida                                                                   | 19     | 1316  | [ 59 ]  |
| 60      | Bobby Holik        | Hartford, New Jersey, N.Y. Rangers, Atlanta Thrashers                                                                 | 18     | 1314  | [ 60 ]  |
| 61      | Marián Hossa       | Ottawa, Atlanta Thrashers, Pittsburgh, Detroit, Chicago, Arizona                                                      | 19     | 1309  | [ 61 ]  |
| 62      | Daniel Sedin       | Vancouver | 17     | 1306  | [ 62 ]  |
| 63      | Siergiej Gonczar   | Washington, Boston, Pittsburgh, Ottawa, Dallas, Montreal                                                              | 20     | 1301  | [ 63 ]  |
| 64      | Dave Keon          | Toronto, Hartford | 18     | 1296  | [ 64 ]  |
| 65      | Pierre Turgeon     | Buffalo, N.Y. Islanders, Montreal, St. Louis, Dallas, Colorado Avalanche                                              | 19     | 1294  | [ 65 ]  |
| 66      | Dainius Zubrus     | Philadelphia, Montreal, Washington, Buffalo, New Jersey, San Jose                                                     | 18     | 1293  | [ 66 ]  |
| 67      | Darryl Sydor       | Los Angeles, Dallas, Columbus, Tampa Bay, Pittsburgh, St. Louis                                                       | 18     | 1291  | [ 67 ]  |
| 68      | Mathieu Schneider  | Montreal, N.Y. Islanders, Toronto, N.Y. Rangers, Los Angeles, Detroit, Anaheim, Atlanta Thrashers, Vancouver, Phoenix | 21     | 1289  | [ 68 ]  |
| 69      | Ken Daneyko        | New Jersey | 20     | 1283  | [ 69 ]  |
| 70      | Phil Esposito      | Chicago, Boston, N.Y. Rangers                                                                                         | 18     | 1282  | [ 70 ]  |
| 71      | Jean Ratelle       | N.Y. Rangers, Boston                                                                                                  | 21     | 1281  | [ 71 ]  |
| 72      | James Patrick      | N.Y. Rangers, Hartford, Calgary, Buffalo                                                                              | 21     | 1280  | [ 72 ]  |
| 73      | Bryan Trottier     | N.Y. Islanders, Pittsburgh                                                                                            | 18     | 1279  | [ 73 ]  |
| 74      | Martin Gélinas     | Edmonton, Quebec, Vancouver, Carolina, Calgary, Florida, Nashville                                                    | 19     | 1273  | [ 74 ]  |
| T-75    | Ryan Smyth         | Edmonton, N.Y. Islanders, Colorado Avalanche, Los Angeles                                                             | 19     | 1270  | [ 75 ]  |
| T-75    | Rob Blake          | Los Angeles, Colorado Avalanche, San Jose                                                                             | 21     | 1270  | [ 76 ]  |
| 77      | Brett Hull         | Calgary, St. Louis, Dallas, Detroit, Phoenix                                                                          | 20     | 1269  | [ 77 ]  |
| 78      | Martin Brodeur     | New Jersey, St. Louis                                                                                                 | 22     | 1266  | [ 78 ]  |
| T-79    | Scott Niedermayer  | New Jersey, Anaheim                                                                                                   | 18     | 1263  | [ 79 ]  |
| T-79    | Bill Guerin        | New Jersey, Edmonton, Boston, Dallas, St. Louis, San Jose, N.Y. Islanders, Pittsburgh                                 | 18     | 1263  | [ 80 ]  |
| 81      | Radek Dvořák       | Florida, N.Y. Rangers, Edmonton, St. Louis, Atlanta Thrashers, Dallas, Anaheim, Carolina                              | 18     | 1260  | [ 81 ]  |
| 82      | Ray Ferraro        | Hartford, N.Y. Islanders, N.Y. Rangers, Los Angeles, Atlanta Thrashers, St. Louis                                     | 18     | 1258  | [ 82 ]  |
| 83      | Joe Nieuwendyk     | Calgary, Dallas, New Jersey, Toronto, Florida                                                                         | 20     | 1257  | [ 83 ]  |
| T-84    | Henri Richard      | Montreal | 20     | 1256  | [ 84 ]  |
| T-84    | Craig Ludwig       | Montreal, N.Y. Islanders, Minnesota North Stars/Dallas                                                                | 17     | 1256  | [ 85 ]  |
| T-84    | Brian Rolston      | New Jersey, Boston, Colorado Avalanche, Minnesota Wild, N.Y. Islanders                                                | 17     | 1256  | [ 86 ]  |
| 87      | Kevin Lowe         | Edmonton, N.Y. Rangers                                                                                                | 19     | 1254  | [ 87 ]  |
| 88      | Jari Kurri         | Edmonton, Los Angeles, N.Y. Rangers, Anaheim, Colorado Avalanche                                                      | 17     | 1251  | [ 88 ]  |

## 1100–1249 występów
| Pozycja         | Gracz                  | Zespół/-oły                                                                                           | Sezony | Mecze   | Przypis |
| --------------- | ---------------------- | --- | ------ | ------- | ------- |
| 89              | Scott Hartnell         | Nashville, Philadelphia, Columbus                                                                     | 17     | 1249    | [ 89 ]  |
| T-90            | Bill Gadsby            | Chicago, N.Y. Rangers, Detroit                                                                        | 20     | 1248    | [ 90 ]  |
| T-90            | Siergiej Fiodorow      | Detroit, Anaheim, Columbus, Washington                                                                | 18     | 1248    | [ 91 ]  |
| 88              | Daniel Alfredsson      | Ottawa, Detroit                                                                                       | 18     | 1246    | [ 92 ]  |
| T-89            | Allan Stanley          | N.Y. Rangers, Chicago, Boston, Toronto, Philadelphia                                                  | 21     | 1244    | [ 93 ]  |
| T-89            | Jason Arnott           | Edmonton, New Jersey, Dallas, Nashville, Washington, St. Louis                                        | 18     | 1244    | [ 94 ]  |
| 91              | Patrik Eliáš           | New Jersey                                                                                            | 20     | 1240    | [ 95 ]  |
| 92              | Doug Weight            | N.Y. Rangers, Edmonton, St. Louis, Carolina, Anaheim, N.Y. Islanders                                  | 19     | 1238    | [ 96 ]  |
| 94              | Steve Thomas           | Toronto, Chicago, N.Y. Islanders, New Jersey, Anaheim, Detroit                                        | 20     | 1235    | [ 97 ]  |
| 95              | Dino Ciccarelli        | Minnesota North Stars, Washington, Detroit, Tampa Bay, Florida                                        | 19     | 1232    | [ 98 ]  |
| 96              | Olli Jokinen           | Los Angeles, N.Y. Islanders, Florida, Calgary, N.Y. Rangers, Winnipeg, Nashville, Toronto, St. Louis  | 17     | 1231    | [ 99 ]  |
| 97              | Ed Westfall            | Boston, N.Y. Islanders                                                                                | 18     | 1226    | [ 100 ] |
| T-98            | Gary Roberts           | Calgary, Carolina, Toronto, Florida, Pittsburgh, Tampa Bay                                            | 21     | 1224    | [ 101 ] |
| T-98            | Sean O’Donnell         | Los Angeles, New Jersey, Minnesota Wild, Boston, Phoenix, Anaheim, Los Angeles, Philadelphia, Chicago | 17     | 1224    | [ 102 ] |
| 100             | Brad McCrimmon         | Boston, Philadelphia, Calgary, Detroit, Hartford, Phoenix                                             | 18     | 1222    | [ 103 ] |
| 101             | Eric Nesterenko        | Toronto, Chicago                                                                                      | 21     | 1219    | [ 104 ] |
| 102             | Claude Lemieux         | Montreal, New Jersey, Colorado Avalanche, Phoenix, Dallas, San Jose                                   | 21     | 1215    | [ 105 ] |
| 103             | Vincent Lecavalier     | Tampa Bay, Philadelphia, Los Angeles                                                                  | 17     | 1212    | [ 106 ] |
| 104             | Marcel Pronovost       | Detroit, Toronto                                                                                      | 21     | 1206    | [ 107 ] |
| 105             | Brian Leetch           | N.Y. Rangers, Toronto, Boston                                                                         | 18     | 1205    | [ 108 ] |
| 106             | Keith Tkachuk          | Winnipeg (original)/Phoenix, St. Louis, Atlanta Thrashers                                             | 18     | 1201    | [ 109 ] |
| 107             | Owen Nolan             | Quebec/Colorado Avalanche, San Jose, Toronto, Phoenix, Calgary, Minnesota Wild                        | 18     | 1200    | [ 110 ] |
| 108             | Denis Savard           | Chicago, Montreal, Tampa Bay                                                                          | 17     | 1196    | [ 111 ] |
| T-109           | Dave Babych            | Winnipeg (original), Hartford, Vancouver, Philadelphia, Los Angeles                                   | 19     | 1195    | [ 112 ] |
| T-109           | Todd Marchant          | N.Y. Rangers, Edmonton, Columbus, Anaheim                                                             | 17     | 1195    | [ 113 ] |
| 111             | John MacLean           | New Jersey, San Jose, N.Y. Rangers, Dallas                                                            | 18     | 1194    | [ 114 ] |
| T-112           | Gilbert Perreault      | Buffalo                                                                                               | 17     | 1191    | [ 115 ] |
| T-112           | Marc Bergevin          | Chicago, N.Y. Islanders, Hartford, Tampa Bay, Detroit, St. Louis, Pittsburgh, Vancouver               | 20     | 1191    | [ 116 ] |
| T-114           | Dale Hawerchuk         | Winnipeg (original), Buffalo, St. Louis, Philadelphia                                                 | 16     | 1188    | [ 117 ] |
| T-114           | Brian Bellows          | Minnesota North Stars, Montreal, Tampa Bay, Anaheim, Washington                                       | 17     | 1188    | [ 118 ] |
| T-114           | Kevin Dineen           | Hartford, Philadelphia, Carolina, Ottawa, Columbus                                                    | 19     | 1188    | [ 119 ] |
| 117             | George Armstrong       | Toronto                                                                                               | 21     | 1187    | [ 120 ] |
| T-118           | Kelly Buchberger       | Edmonton, Atlanta Thrashers, Los Angeles, Phoenix, Pittsburgh                                         | 18     | 1182    | [ 121 ] |
| T-118           | Wiaczesław Kozłow      | Detroit, Buffalo, Atlanta Thrashers                                                                   | 18     | 1182    | [ 122 ] |
| T-120           | Frank Mahovlich        | Toronto, Detroit, Montreal                                                                            | 18     | 1181    | [ 123 ] |
| T-120           | Scott Young            | Hartford, Pittsburgh, Quebec, Colorado Avalanche, Anaheim, St. Louis, Dallas                          | 17     | 1181    | [ 124 ] |
| 122             | Chris Phillips         | Ottawa                                                                                                | 17     | 1179    | [ 125 ] |
| 123             | Bobby Carpenter        | Washington, N.Y. Rangers, Los Angeles, Boston, New Jersey                                             | 19     | 1178    | [ 126 ] |
| 124             | Don Marshall           | Montreal, N.Y. Rangers, Buffalo, Toronto                                                              | 19     | 1176    | [ 127 ] |
| 125             | Tony Amonte            | N.Y. Rangers, Chicago, Phoenix, Philadelphia, Calgary                                                 | 16     | 1174    | [ 128 ] |
| 126             | Sylvain Côté           | Hartford, Washington, Toronto, Chicago, Dallas                                                        | 19     | 1171    | [ 129 ] |
| 127             | Chris Pronger          | Hartford, St. Louis, Edmonton, Anaheim, Philadelphia                                                  | 18     | 1167    | [ 130 ] |
| 129             | Mike Keane             | Montreal, Colorado Avalanche, N.Y. Rangers, Dallas, St. Louis, Vancouver                              | 16     | 1161    | [ 131 ] |
| 130             | Bob Gainey             | Montreal                                                                                              | 16     | 1160    | [ 132 ] |
| 131             | Todd Bertuzzi          | N.Y. Islanders, Vancouver, Florida, Detroit, Anaheim, Calgary                                         | 18     | 1159    | [ 133 ] |
| T-132           | Kris Draper            | Winnipeg (original), Detroit                                                                          | 20     | 1157    | [ 134 ] |
| T-132           | Kevin Hatcher          | Washington, Dallas, Pittsburgh, N.Y. Rangers, Carolina                                                | 17     | 1157    | [ 135 ] |
| T-132           | Eric Weinrich          | New Jersey, Hartford, Chicago, Montreal, Boston, Philadelphia, St. Louis, Vancouver                   | 17     | 1157    | [ 136 ] |
| 135             | Shayne Corson          | Montreal, Edmonton, St. Louis, Toronto, Dallas                                                        | 19     | 1156    | [ 137 ] |
| 136             | Adam Foote             | Quebec, Columbus, Colorado Avalanche                                                                  | 19     | 1154    | [ 138 ] |
| 137             | Rob Niedermayer        | Florida, Calgary, Anaheim, New Jersey, Buffalo                                                        | 17     | 1153    | [ 139 ] |
| 138             | Adam Graves            | Detroit, Edmonton, N.Y. Rangers, San Jose                                                             | 16     | 1152    | [ 140 ] |
| 139             | Leo Boivin             | Toronto, Boston, Detroit, Pittsburgh, Minnesota North Stars                                           | 19     | 1150    | [ 141 ] |
| 140             | Garry Galley           | Los Angeles, Washington, Boston, Philadelphia, Buffalo, N.Y. Islanders                                | 17     | 1149    | [ 142 ] |
| 141             | Börje Salming          | Toronto, Detroit                                                                                      | 17     | 1148    | [ 143 ] |
| 142             | Gary Suter             | Calgary, Chicago, San Jose                                                                            | 17     | 1145    | [ 144 ] |
| T-143           | Bobby Clarke           | Philadelphia                                                                                          | 15     | 1144    | [ 145 ] |
| T-143           | Rick Tocchet           | Philadelphia, Pittsburgh, Los Angeles, Boston, Washington, Phoenix                                    | 18     | 1144    | [ 146 ] |
| Éric Desjardins | Montreal, Philadelphia | 17 | 1143   | [ 147 ] |         |
| 147             | Cliff Ronning          | St. Louis, Vancouver, Phoenix, Nashville, Los Angeles, Minnesota Wild, N.Y. Islanders                 | 18     | 1137    | [ 148 ] |
| T-148           | Stu Barnes             | Winnipeg (original), Florida, Pittsburgh, Buffalo, Dallas                                             | 16     | 1136    | [ 149 ] |
| T-148           | David Legwand          | Nashville, Detroit, Ottawa, Buffalo                                                                   | 17     | 1136    | [ 150 ] |
| 150             | Bryan McCabe           | N.Y. Islanders, Vancouver, Chicago, Toronto, Florida, N.Y. Rangers                                    | 15     | 1135    | [ 151 ] |
| 151             | Martin St. Louis       | Calgary, Tampa Bay, N.Y. Rangers                                                                      | 16     | 1134    | [ 152 ] |
| T-152           | Glenn Anderson         | Edmonton, Toronto, N.Y. Rangers, St. Louis                                                            | 16     | 1129    | [ 153 ] |
| T-152           | David Ellett           | Winnipeg (original), Toronto, New Jersey, Boston, San Jose                                            | 16     | 1129    | [ 154 ] |
| T-154           | Bob Nevin              | Toronto, N.Y. Rangers, Minnesota North Stars, Los Angeles                                             | 18     | 1128    | [ 155 ] |
| T-154           | Jamie Macoun           | Calgary, Detroit, Toronto                                                                             | 16     | 1128    | [ 156 ] |
| T-154           | Ed Jovanovski          | Florida, Vancouver, Phoenix                                                                           | 18     | 1128    | [ 157 ] |
| T-157           | Bernie Nicholls        | Los Angeles, N.Y. Rangers, Edmonton, New Jersey, Chicago, San Jose                                    | 18     | 1127    | [ 158 ] |
| T-157           | Murray Oliver          | Detroit, Boston, Toronto, Minnesota North Stars                                                       | 17     | 1127    | [ 159 ] |
| T-159           | Guy Lafleur            | Montreal, N.Y. Rangers, Quebec                                                                        | 17     | 1126    | [ 160 ] |
| T-159           | Brad Richards          | Tampa Bay, Dallas, N.Y. Rangers, Chicago, Detroit                                                     | 15     | 1126    | [ 161 ] |
| 161             | Jean Béliveau          | Montreal                                                                                              | 20     | 1125    | [ 162 ] |
| 162             | Saku Koivu             | Montreal, Anaheim                                                                                     | 18     | 1124    | [ 163 ] |
| 163             | Markus Naslund         | Pittsburgh, Vancouver, N.Y. Rangers                                                                   | 15     | 1117    | [ 164 ] |
| 164             | Don Sweeney            | Boston, Dallas                                                                                        | 16     | 1115    | [ 165 ] |
| T-165           | Doug Harvey            | Montreal, N.Y. Rangers, Detroit, St. Louis                                                            | 20     | 1113    | [ 166 ] |
| T-165           | Brad Park              | N.Y. Rangers, Boston, Detroit                                                                         | 17     | 1113    | [ 167 ] |
| T-165           | Steve Duchesne         | Los Angeles, Philadelphia, Quebec, St. Louis, Ottawa, Detroit                                         | 16     | 1113    | [ 168 ] |
| T-168           | Lanny McDonald         | Toronto, Colorado Rockies, Calgary                                                                    | 16     | 1111    | [ 169 ] |
| T-168           | Dave Taylor            | Los Angeles                                                                                           | 17     | 1111    | [ 170 ] |
| T-168           | Brent Sutter           | N.Y. Islanders, Chicago                                                                               | 18     | 1111    | [ 171 ] |
| 171             | Andrew Brunette        | Washington, Nashville, Atlanta Thrashers, Minnesota Wild, Colorado Avalanche, Chicago                 | 16     | 1110    | [ 172 ] |
| T-172           | Calle Johansson        | Buffalo, Washington, Toronto                                                                          | 17     | 1109    | [ 173 ] |
| T-172           | Jamie Langenbrunner    | Dallas, New Jersey, St. Louis                                                                         | 18     | 1109    | [ 174 ] |
| T-175           | Václav Prospal         | Philadelphia, Ottawa, Tampa Bay, Anaheim, N.Y. Rangers, Columbus                                      | 16     | 1108    | [ 175 ] |
| T-175           | Adrian Aucoin          | Vancouver, Tampa Bay, N.Y. Islanders, Chicago, Calgary, Phoenix, Columbus                             | 18     | 1108    | [ 176 ] |
| T-175           | Hal Gill               | Boston, Toronto, Pittsburgh, Montreal, Nashville, Philadelphia                                        | 16     | 1108    | [ 177 ] |
| T-175           | Kimmo Timonen          | Nashville, Philadelphia, Chicago                                                                      | 16     | 1108    | [ 178 ] |
| T-179           | Butch Goring           | Los Angeles, N.Y. Islanders, Boston                                                                   | 16     | 1107    | [ 179 ] |
| T-179           | Derek Morris           | Calgary, Colorado Avalanche, Phoenix, N.Y. Rangers, Boston                                            | 16     | 1107    | [ 180 ] |
| 181             | Garry Unger            | Toronto, Detroit, St. Louis, Atlanta Flames, Los Angeles, Edmonton                                    | 16     | 1105    | [ 181 ] |
| 182             | Geoff Sanderson        | Hartford, Carolina, Vancouver, Buffalo, Columbus, Phoenix, Philadelphia, Edmonton, N.Y. Islanders     | 17     | 1104    | [ 182 ] |
| 183             | Dave Manson            | Chicago, Edmonton, Winnipeg (original), Phoenix, Montreal, Dallas, Toronto                            | 16     | 1103    | [ 183 ] |
| 184             | Pit Martin             | Detroit, Boston, Chicago, Vancouver                                                                   | 17     | 1101    | [ 184 ] |

## 1050–1099 występów
| Pozycja | Gracz           | Zespół/-oły                                                                           | Sezony | Mecze | Przypis |
| ------- | --------------- | ------------------------------------------------------------------------------------- | ------ | ----- | ------- |
| T-185   | Neal Broten     | Minnesota North Stars/Dallas, New Jersey, Los Angeles                                 | 17     | 1099  | [ 185 ] |
| T-185   | Mike Ricci      | Philadelphia, Quebec, Colorado Avalanche, San Jose, Phoenix                           | 16     | 1099  | [ 186 ] |
| 187     | Jay Wells       | Los Angeles, Philadelphia, Buffalo, N.Y. Rangers, St. Louis, Tampa Bay                | 18     | 1098  | [ 187 ] |
| T-188   | Gordie Roberts  | Hartford, Minnesota North Stars, Philadelphia, St. Louis, Pittsburgh, Boston          | 15     | 1097  | [ 188 ] |
| T-188   | Tom Fitzgerald  | N.Y. Islanders, Florida, Colorado Avalanche, Nashville, Chicago, Toronto, Boston      | 17     | 1097  | [ 189 ] |
| 190     | Darryl Sittler  | Toronto, Philadelphia, Detroit                                                        | 15     | 1096  | [ 190 ] |
| T-191   | Craig MacTavish | Boston, Edmonton, N.Y. Rangers, Philadelphia, St. Louis                               | 17     | 1093  | [ 191 ] |
| T-191   | Ron Sutter      | Philadelphia, St. Louis, Quebec, N.Y. Islanders, Boston, San Jose, Calgary            | 19     | 1093  | [ 192 ] |
| T-191   | Dan Boyle       | Florida, Tampa Bay, San Jose, N.Y. Rangers                                            | 17     | 1093  | [ 193 ] |
| 194     | Chris Gratton   | Tampa Bay, Philadelphia, Buffalo, Phoenix, Colorado Avalanche, Florida, Columbus      | 15     | 1092  | [ 194 ] |
| 195     | Daymond Langkow | Tampa Bay, Philadelphia, Phoenix, Calgary                                             | 16     | 1090  | [ 195 ] |
| T-196   | Michel Goulet   | Quebec, Chicago                                                                       | 15     | 1089  | [ 196 ] |
| T-196   | Robyn Regehr    | Calgary, Buffalo, Los Angeles                                                         | 15     | 1089  | [ 197 ] |
| 198     | Alex Tanguay    | Colorado Avalanche, Calgary, Montreal, Tampa Bay, Arizona                             | 16     | 1088  | [ 198 ] |
| 199     | Carol Vadnais   | Montreal, Oakland, Calgary, Boston, N.Y. Rangers, New Jersey                          | 17     | 1087  | [ 199 ] |
| 200     | Brad Marsh      | Atlanta Flames, Calgary, Philadelphia, Toronto, Detroit, Ottawa                       | 15     | 1086  | [ 200 ] |
| 201     | Ołeksij Żytnyk  | Los Angeles, Buffalo, N.Y. Islanders, Philadelphia, Atlanta Thrashers                 | 15     | 1085  | [ 201 ] |
| T-202   | Dave Lowry      | Vancouver, St. Louis, Florida, San Jose, Calgary                                      | 19     | 1084  | [ 202 ] |
| T-202   | Theoren Fleury  | Calgary, Colorado Avalanche, N.Y. Rangers, Chicago                                    | 15     | 1084  | [ 203 ] |
| 204     | Ian Laperrière  | St. Louis, Los Angeles, N.Y. Rangers, Colorado Avalanche, Philadelphia                | 16     | 1083  | [ 204 ] |
| 205     | Peter Bondra    | Washington, Ottawa, Atlanta Thrashers, Chicago                                        | 16     | 1081  | [ 205 ] |
| 206     | Ulf Samuelsson  | Hartford, Pittsburgh, N.Y. Rangers, Detroit, Philadelphia                             | 16     | 1080  | [ 206 ] |
| T-207   | Bob Pulford     | Toronto, Los Angeles                                                                  | 16     | 1079  | [ 207 ] |
| T-207   | Scott Gomez     | New Jersey, N.Y. Rangers, Montreal, San Jose, Florida, St. Louis, Ottawa              | 16     | 1079  | [ 208 ] |
| 209     | Bobby Smith     | Minnesota North Stars, Montreal                                                       | 15     | 1077  | [ 209 ] |
| 210     | Kirk Maltby     | Edmonton, Detroit                                                                     | 16     | 1072  | [ 210 ] |
| T-211   | Murray Craven   | Detroit, Philadelphia, Hartford, Vancouver, Chicago, San Jose                         | 18     | 1071  | [ 211 ] |
| T-211   | Doug Bodger     | Pittsburgh, Buffalo, San Jose, New Jersey, Los Angeles, Vancouver                     | 16     | 1071  | [ 212 ] |
| T-213   | Mike Ramsey     | Buffalo, Pittsburgh, Detroit                                                          | 14     | 1070  | [ 213 ] |
| T-213   | Craig Ramsay    | Buffalo                                                                               | 14     | 1070  | [ 214 ] |
| 215     | Andy Bathgate   | N.Y. Rangers, Toronto, Detroit, Pittsburgh                                            | 17     | 1069  | [ 215 ] |
| T-216   | Ted Lindsay     | Detroit, Chicago                                                                      | 17     | 1068  | [ 216 ] |
| T-216   | Siergiej Zubow  | N.Y. Rangers, Pittsburgh, Dallas                                                      | 16     | 1068  | [ 217 ] |
| T-216   | Mike Knuble     | Detroit, N.Y. Rangers, Boston, Philadelphia, Washington                               | 16     | 1068  | [ 218 ] |
| 219     | Terry Harper    | Montreal, Los Angeles, Detroit, St. Louis, Colorado Rockies                           | 19     | 1066  | [ 219 ] |
| 220     | Rod Gilbert     | N.Y. Rangers                                                                          | 18     | 1065  | [ 220 ] |
| 221     | Bobby Hull      | Chicago, Winnipeg (original), Hartford                                                | 16     | 1063  | [ 221 ] |
| 222     | Joe Mullen      | St. Louis, Calgary, Pittsburgh, Boston                                                | 17     | 1062  | [ 222 ] |
| 223     | Bob Rouse       | Minnesota North Stars, Washington, Toronto, Detroit, San Jose                         | 17     | 1061  | [ 223 ] |
| T-224   | Mike Grier      | Edmonton, Washington, Buffalo, San Jose                                               | 14     | 1060  | [ 224 ] |
| T-224   | Denis Potvin    | N.Y. Islanders                                                                        | 15     | 1060  | [ 225 ] |
| 226     | Kelly Miller    | N.Y. Rangers, Washington                                                              | 16     | 1057  | [ 226 ] |
| T-227   | Jean-Guy Talbot | Montreal, Minnesota North Stars, Detroit, St. Louis, Buffalo                          | 17     | 1056  | [ 227 ] |
| T-227   | Greg Adams      | New Jersey, Vancouver, Dallas, Phoenix, Florida                                       | 17     | 1056  | [ 228 ] |
| T-227   | Lyle Odelein    | Montreal, New Jersey, Phoenix, Columbus, Chicago, Dallas, Florida, Pittsburgh         | 16     | 1056  | [ 229 ] |
| T-227   | Bryan Smolinski | Boston, Pittsburgh, N.Y. Islanders, Los Angeles, Ottawa, Chicago, Vancouver, Montreal | 15     | 1056  | [ 230 ] |
| T-227   | Brad Stuart     | San Jose, Boston, Calgary, Los Angeles, Detroit, Colorado Avalanche                   | 16     | 1056  | [ 231 ] |
| T-232   | Randy Carlyle   | Toronto, Pittsburgh, Winnipeg (original)                                              | 18     | 1055  | [ 232 ] |
| T-232   | Scott Hannan    | San Jose, Colorado Avalanche, Calgary, Washington, Nashville                          | 16     | 1055  | [ 233 ] |
| T-234   | Stéphane Richer | Montreal, New Jersey, Tampa Bay, St. Louis, Pittsburgh                                | 17     | 1054  | [ 234 ] |
| T-234   | Craig Berube    | Philadelphia, Toronto, Calgary, Washington, N.Y. Islanders                            | 17     | 1054  | [ 235 ] |
| 236     | Ivan Boldirev   | Boston, California Golden Seals, Chicago, Atlanta Flames, Vancouver, Detroit          | 15     | 1052  | [ 236 ] |
| 237     | Miroslav Šatan  | Edmonton, Buffalo, N.Y. Islanders, Pittsburgh, Boston                                 | 14     | 1050  | [ 237 ] |

## 1000–1049 występów
| Pozycja | Gracz             | Zespół/-oły | Sezony | Mecze | Przypis |
| ------- | ----------------- | --- | ------ | ----- | ------- |
| 238     | Mike Sillinger    | Detroit, Anaheim, Vancouver, Philadelphia, Tampa Bay, Florida, Ottawa, Columbus, Phoenix, St. Louis, Nashville, N.Y. Islanders | 18     | 1049  | [ 238 ] |
| 239     | Geoff Courtnall   | Boston, Edmonton, Washington, St. Louis, Vancouver                                                                             | 17     | 1048  | [ 239 ] |
| 240     | Eddie Shack       | N.Y. Rangers, Toronto, Boston, Los Angeles, Buffalo, Pittsburgh                                                                | 17     | 1047  | [ 240 ] |
| 241     | Matt Cooke        | Vancouver, Washington, Pittsburgh, Minnesota Wild                                                                              | 16     | 1046  | [ 241 ] |
| 242     | Derian Hatcher    | Minnesota North Stars/Dallas, Detroit, Philadelphia                                                                            | 15     | 1045  | [ 242 ] |
| 243     | Rob Ramage        | Colorado Rockies, St. Louis, Calgary, Toronto, Minnesota North Stars, Tampa Bay, Montreal, Philadelphia                        | 15     | 1044  | [ 243 ] |
| T-244   | Brad May          | Buffalo, Vancouver, Phoenix, Colorado Avalanche, Anaheim, Toronto, Detroit                                                     | 18     | 1041  | [ 244 ] |
| T-244   | Nick Schultz      | Minnesota Wild, Edmonton, Columbus, Philadelphia                                                                               | 14     | 1041  | [ 245 ] |
| 246     | Serge Savard      | Montreal, Winnipeg (original)                                                                                                  | 17     | 1040  | [ 246 ] |
| 247     | Bret Hedican      | St. Louis, Vancouver, Florida, Carolina, Anaheim                                                                               | 17     | 1039  | [ 247 ] |
| 248     | Stéphane Quintal  | Boston, St. Louis, Winnipeg (original), Montreal, N.Y. Rangers, Chicago                                                        | 16     | 1037  | [ 248 ] |
| 249     | Ron Ellis         | Toronto | 16     | 1034  | [ 249 ] |
| T-250   | Curtis Leschyshyn | Quebec, Colorado Avalanche, Washington, Hartford, Carolina, Minnesota Wild, Ottawa                                             | 16     | 1033  | [ 250 ] |
| T-250   | Harold Snepsts    | Vancouver, Minnesota North Stars, Detroit, St. Louis                                                                           | 17     | 1033  | [ 251 ] |
| 252     | Ralph Backstrom   | Montreal, Los Angeles, Chicago                                                                                                 | 17     | 1032  | [ 252 ] |
| 253     | Ed Olczyk         | Chicago, Toronto, Winnipeg (original), N.Y. Rangers, Los Angeles, Pittsburgh                                                   | 16     | 1031  | [ 253 ] |
| 254     | Dick Duff         | Toronto, N.Y. Rangers, Montreal, Los Angeles, Buffalo                                                                          | 18     | 1030  | [ 254 ] |
| T-255   | Russ Courtnall    | Toronto, Montreal, Minnesota North Stars/Dallas, Vancouver, N.Y. Rangers, Los Angeles                                          | 16     | 1029  | [ 255 ] |
| T-255   | Patrick Roy       | Montreal, Colorado Avalanche                                                                                                   | 19     | 1029  | [ 256 ] |
| T-257   | John Tonelli      | N.Y. Islanders, Calgary, Los Angeles, Chicago, Quebec                                                                          | 14     | 1028  | [ 257 ] |
| T-257   | Gaetan Duchesne   | Washington, Quebec, Minnesota North Stars, San Jose, Florida                                                                   | 14     | 1028  | [ 258 ] |
| T-257   | Grant Ledyard     | N.Y. Rangers, Los Angeles, Washington, Buffalo, Dallas, Vancouver, Boston, Ottawa, Tampa Bay                                   | 18     | 1028  | [ 259 ] |
| T-257   | Mike Ribeiro      | Montreal, Dallas, Washington, Phoenix, Nashville                                                                               | 16     | 1028  | [ 260 ] |
| T-257   | Petr Svoboda      | Montreal, Buffalo, Philadelphia, Tampa Bay                                                                                     | 17     | 1028  | [ 261 ] |
| 262     | Wayne Cashman     | Boston | 17     | 1027  | [ 262 ] |
| 263     | Tomas Holmström   | Detroit | 15     | 1026  | [ 263 ] |
| T-264   | Donald Brashear   | Montreal, Vancouver, Philadelphia, Washington, N.Y. Rangers                                                                    | 16     | 1025  | [ 264 ] |
| T-264   | Cory Stillman     | Calgary, St. Louis, Tampa Bay, Carolina, Ottawa, Florida                                                                       | 16     | 1025  | [ 265 ] |
| 266     | Doug Wilson       | Chicago, San Jose | 16     | 1024  | [ 266 ] |
| T-267   | Jim Neilson       | N.Y. Rangers, California, Cleveland                                                                                            | 16     | 1023  | [ 267 ] |
| T-267   | Keith Acton       | Montreal, Minnesota North Stars, Edmonton, Philadelphia, Washington, N.Y. Islanders                                            | 15     | 1023  | [ 268 ] |
| T-267   | Wade Redden       | Ottawa, N. Y. Rangers, St. Louis, Boston                                                                                       | 14     | 1023  | [ 269 ] |
| 270     | Fredrik Olausson  | Winnipeg (original), Edmonton, Pittsburgh, Detroit, Anaheim                                                                    | 18     | 1022  | [ 270 ] |
| T-271   | Don Lever         | Vancouver, Atlanta Flames, Calgary, Colorado Rockies, New Jersey, Buffalo                                                      | 15     | 1020  | [ 271 ] |
| T-271   | Milan Hejduk      | Colorado Avalanche | 14     | 1020  | [ 272 ] |
| T-271   | Tie Domi          | Toronto, N.Y. Rangers, Winnipeg (original)                                                                                     | 15     | 1020  | [ 273 ] |
| T-274   | Mike Foligno      | Detroit, Buffalo, Toronto, Florida                                                                                             | 15     | 1018  | [ 274 ] |
| T-274   | Keith Carney      | Buffalo, Chicago, Phoenix, Anaheim, Vancouver, Minnesota Wild                                                                  | 16     | 1018  | [ 275 ] |
| T-276   | Charlie Huddy     | Edmonton, Los Angeles, Buffalo, St. Louis                                                                                      | 17     | 1017  | [ 276 ] |
| T-276   | Petr Sýkora       | New Jersey, Anaheim, N.Y. Rangers, Edmonton, Pittsburgh, Minnesota Wild                                                        | 15     | 1017  | [ 277 ] |
| T-278   | Phil Russell      | Chicago, Atlanta Flames, Calgary, New Jersey, Buffalo                                                                          | 15     | 1016  | [ 278 ] |
| T-278   | Brian Propp       | Philadelphia, Boston, Minnesota North Stars, Hartford                                                                          | 15     | 1016  | [ 279 ] |
| T-278   | Mike Fisher       | Ottawa, Nashville | 16     | 1016  | [ 280 ] |
| 281     | Andrew Cassels    | Montreal, Hartford, Calgary, Vancouver, Columbus, Washington                                                                   | 16     | 1015  | [ 281 ] |
| 282     | Paul Ranheim      | Calgary, Hartford, Carolina, Philadelphia, Phoenix                                                                             | 15     | 1013  | [ 282 ] |
| 283     | Steve Sullivan    | New Jersey, Toronto, Chicago, Nashville, Pittsburgh, Phoenix                                                                   | 16     | 1011  | [ 283 ] |
| T-284   | Dave Christian    | Winnipeg (original), Washington, Boston, St. Louis, Chicago                                                                    | 15     | 1009  | [ 284 ] |
| T-284   | Laurie Boschman   | Toronto, Edmonton, Winnipeg (original), New Jersey, Ottawa                                                                     | 14     | 1009  | [ 285 ] |
| T-284   | Dallas Drake      | Winnipeg (original), Phoenix, St. Louis, Detroit                                                                               | 15     | 1009  | [ 286 ] |
| T-284   | Glen Murray       | Boston, Pittsburgh, Los Angeles                                                                                                | 16     | 1009  | [ 287 ] |
| T-284   | Patrice Brisebois | Montreal, Colorado Avalanche                                                                                                   | 18     | 1009  | [ 288 ] |
| T-284   | Craig Conroy      | Montreal, St. Louis, Calgary, Los Angeles                                                                                      | 16     | 1009  | [ 289 ] |
| T-284   | Michal Handzuš    | St. Louis, Phoenix, Philadelphia, Chicago, Los Angeles, San Jose                                                               | 14     | 1009  | [ 290 ] |
| T-284   | Eric Brewer       | N.Y. Islanders, Edmonton, St. Louis, Tampa Bay, Anaheim, Toronto                                                               | 16     | 1009  | [ 291 ] |
| T-292   | Dave Lewis        | N.Y. Islanders, Los Angeles, New Jersey, Detroit                                                                               | 15     | 1008  | [ 292 ] |
| T-292   | Bob Murray        | Chicago | 15     | 1008  | [ 293 ] |
| T-292   | Jason Smith       | New Jersey, Toronto, Edmonton, Philadelphia, Ottawa                                                                            | 15     | 1008  | [ 294 ] |
| T-292   | Shawn Horcoff     | Edmonton, Dallas, Anaheim | 15     | 1008  | [ 295 ] |
| 296     | Todd Gill         | Toronto, San Jose, St. Louis, Detroit, Phoenix, Colorado Avalanche, Chicago                                                    | 18     | 1007  | [ 296 ] |
| T-297   | Jim Roberts       | Montreal, St. Louis | 15     | 1006  | [ 297 ] |
| T-297   | Steve Larmer      | Chicago, N.Y. Rangers | 15     | 1006  | [ 298 ] |
| T-299   | Claude Provost    | Montreal | 15     | 1005  | [ 299 ] |
| T-299   | Rick Middleton    | N.Y. Rangers, Boston | 14     | 1005  | [ 300 ] |
| 301     | Ryan Walter       | Washington, Montreal, Vancouver                                                                                                | 15     | 1003  | [ 301 ] |
| T-302   | Vic Hadfield      | N.Y. Rangers, Pittsburgh | 16     | 1002  | [ 302 ] |
| T-302   | Brian Campbell    | Buffalo, San Jose, Chicago, Florida                                                                                            | 16     | 1002  | [ 303 ] |
| 304     | Steve Staios      | Boston, Vancouver, Atlanta Thrashers, Edmonton, Calgary, N.Y. Islanders                                                        | 16     | 1001  | [ 304 ] |
| T-305   | Bernie Federko    | St. Louis, Detroit | 14     | 1000  | [ 305 ] |
| T-305   | Justin Williams   | Philadelphia, Carolina, Los Angeles, Washington                                                                                | 15     | 1000  | [ 306 ] |

## Gracze, którzy rozegrali 1000. spotkanie w NHL w trakcie sezonu 2016-17
(Imię i nazwisko, drużyna w której wystąpił, data spotkania)
- Jay Bouwmeester, St. Louis Blues, 1 listopada 2016.
- Chris Neil, Ottawa Senators, 10 grudnia 2016.
- Jason Chimera, New York Islanders, 3 lutego 2017.
- Radim Vrbata, Arizona Coyotes, 9 marca 2017
- Eric Staal, Minnesota Wild, 19 marca 2017
- Brian Gionta, Buffalo Sabres, 27 marca 2017
- Henrik Zetterberg, Detroit Red Wings, 9 kwietnia 2017